# Baduarius (Skythien)
Baduarius war ein oströmischer General, der Kaiser Justinian (regierte 527–565) in der Provinz Scythia Minor diente. Der Name könnte germanischen Ursprungs sein.
Baduarius wird in den Werken des Johannes Malalas, Johannes von Nikiu, Theophanes und Georgios Kedrenos erwähnt. Auf Griechisch wird sein Rang als „Stratelates von Skythien“ bezeichnet, demnach wäre er damals magister militum (per Thracias?) gewesen. Im Jahr 528 führten Baduarius und Godilas einen Feldzug von Odessus (heutiges Warna) gegen die Hunnen auf der Krim. Unter ihrem Khan Mougel hatten die Hunnen einige Küstengebiete am Schwarzen Meer, die unter oströmischer Herrschaft standen, geplündert.
Ebenfalls 528 wird Baduarius als dux Scythiae ausgewiesen. Er und Justin, dux von Moesia Secunda, vereinigten ihre Truppen im Kampf gegen feindliche Invasoren. Johannes Malalas hält sie für „Hunnen“, Theophanes identifiziert sie als Bulgaren, die Skythien und Moesien überfielen. Die Schlacht gegen diese Eindringlinge ging für die Oströmer verloren. Justin wurde getötet und die Invasoren drangen nun in Thrakien ein. Justin wurde durch Konstantiolos ersetzt.
Obwohl die Abwehrbemühungen der Oströmer weiter liefen, wird Baduarius nicht mehr als Teil davon erwähnt, was vielleicht dadurch erklärbar ist, dass das weitere Geschehen sich von Scythia Minor wegverlagerte. Sein weiteres Schicksal ist unbekannt.
Ein jüngerer Baduarius erscheint in der Regentschaft von Justin II. (regierte 565–578) als kaiserlicher Schwiegersohn und comes stabuli.